# Wengen
Wengen je poznato skijaško mjesto u Švicarskoj u kantonu Bernu i pripada veleopćini Lauterbrunnenu.

## Sport
U Svjetskom kupu skijaša poznata je staza Lauberhorn za spust u Wengenu.

## Vanjske poveznice
- Službena stranica